# Силяев, Фёдор Пахомович
Фёдор Пахомович Силяев (17 февраля 1907 — апрель 1993) — советский партийный и государственный деятель, первый секретарь Брестского (1948—1952) и Бобруйского (1953—1954) обкомов КП(б)-КП Беларуси.

## Биография
С января 1941 года до 20 июля 1944 года — председатель исполнительного комитета Минского областного Совета.
В 1947 — 1948 годах — председатель исполнительного комитета Брестского областного Совета.
С декабря 1948 до 1952 года — первый секретарь Брестского областного комитета КП(б) Беларуси.
С сентября 1953 до 1954 года — первый секретар Бобруйского областного комитета Компартии Беларуси.
Председатель партийной комиссии Минского областного комитета КП Беларуси (1961).
Депутат Верховного Совета СССР 3-го созыва.

## Награды и звания
Награждён орденом Дружбы народов (1977).